# Nanos electrinus
Nanos electrinus là một loài bọ cánh cứng trong họ Bọ hung (Scarabaeidae).